# Olaf Mihelson
Olaf Mihelson (* 2. August 1968 in Tallinn) ist ein früherer estnischer Biathlet.
Olaf Mihelson war für Dünamo Tallinn aktiv, wurde von Tõnu Pääsukese trainiert und begann 1980 mit dem Sport. Er rückte während der Trennung Estlands von der Sowjetunion in den neu entstehenden Biathlon-Nationalkader auf. Sein erstes internationales Großereignis wurden die Weltmeisterschaften 1993 in Borowez, wo Mihelson 93. des Einzels und an der Seite von Urmas Kaldvee, Kalju Ojaste und Hillar Zahkna als Startläufer Siebter des Staffelrennens wurde. In Kontiolahti erreichte er als 25. eines Sprints in der 1993 das einzige Mal die Punkteränge im Weltcup. Zum Karrierehöhepunkt wurden die Olympischen Winterspiele von Lillehammer. Im Sprint erreichte er Rang 58, mit Aivo Udras, Urmas Kaldvee und Kalju Ojaste wurde er im Staffelrennen 13. Nach der Saison beendete er seine Karriere.

## Weltcupstatistik
Die Tabelle zeigt alle Platzierungen (je nach Austragungsjahr einschließlich Olympische Spiele und Weltmeisterschaften).
- 1.–3. Platz: Anzahl der Podiumsplatzierungen
- Top 10: Anzahl der Platzierungen unter den ersten zehn (einschließlich Podium)
- Punkteränge: Anzahl der Platzierungen innerhalb der Punkteränge (einschließlich Podium und Top 10)
- Starts: Anzahl gelaufener Rennen in der jeweiligen Disziplin

| Platzierung                                    | Einzel | Sprint | Verfolgung | Massenstart | Team | Staffel | Gesamt |
| ---------------------------------------------- | ------ | ------ | ---------- | ----------- | ---- | ------- | ------ |
| 1. Platz                                       |        |        |            |             |      |         |        |
| 2. Platz                                       |        |        |            |             |      |         |        |
| 3. Platz                                       |        |        |            |             | 1    |         | 1      |
| Top 10                                         |        |        |            |             | 1    | 1       | 2      |
| Punkteränge                                    |        | 1      |            |             | 1    | 2       | 4      |
| Starts                                         | 7      | 7      |            |             | 1    | 2       | 17     |
| Stand: Karriereende, Daten wohl nicht komplett |        |        |            |             |      |         |        |